# En l'autre bord
Pour plus de détails, voir Fiche technique et Distribution.
En l'autre bord est un film français réalisé par Jérôme Kanapa, sorti en 1978.

## Fiche technique
- Titre : En l'autre bord
- Réalisation : Jérôme Kanapa, assisté de Roch Stéphanik et Michaëla Watteaux
- Scénario : Jérôme Kanapa, Catherine Zins
- Photographie : Jean Monsigny
- Musique : Bernard Lubat, Djo Dezormaux
- Montage : Catherine Zins
- Production : Dimage - Société Nouvelle de Doublage
- Pays :  France
- Durée : 90 minutes
- Date de sortie : 
  - France : mai 1978 (présentation au Festival de Cannes - Sélection Quinzaine des réalisateurs)

## Distribution
- Toto Bissainthe
- Raymond Bussières
- Aline Diop
- Valérie Diop
- Jenny Alpha
- Françoise Lebrun
- Jean Obé
- Macha Méril
- Robert Rimbaud
- Bruno Raffaelli
- Michèle Dimitri
- Jacques Serres
- Louis Daquin